# Erövringen av Jerevan 1827

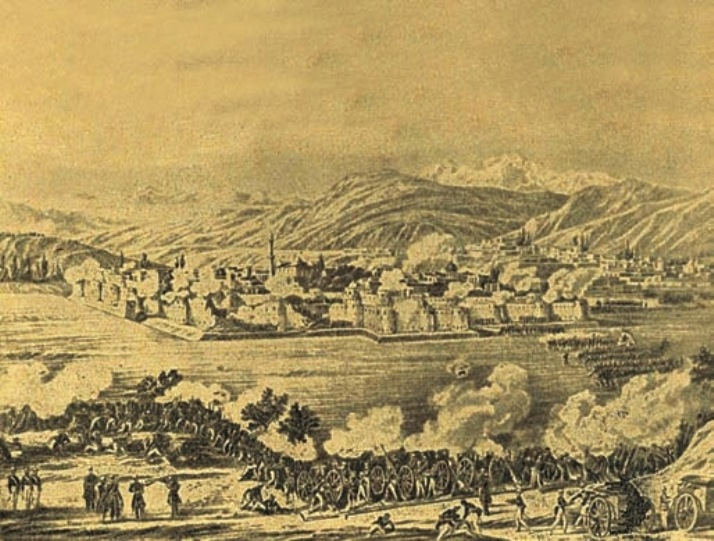
Stormningen av Jerevans fästning 1827

Erövringen av Jerevan 1827 var en episod under Rysk-persiska kriget 1826–1828. Ryssarna intog Jerevans fästning den 1 oktober 1827 efter det att den hade belägrats under en vecka. Detta öppnade för att erövra Tabriz, den näst största staden i egentliga Iran, och en viktig handelsstad. 
Som ett resultat av erövringen av Tabriz sökte shahen Fath-Ali Shah Qajar fred med Ryssland, vilket ledde till Traktatet i Torkamān i februari 1828. Under  fredsfördraget lämnades Khanatet Jerevan (dagens Armenien) och Khanatet Nakhichevan (dagens Azerbajdzjan) till Ryska kejsardömet.